# Grimpereau brun
Certhia americana
Espèce
Répartition géographique
- Aire de nidification
- Présent à l'année
- Aire d'hivernage

Statut de conservation UICN

 LC  : Préoccupation mineure
Le Grimpereau brun (Certhia americana) est une espèce de passereaux de la famille des Certhiidés.

## Habitat et répartition
Il fréquente les forêts de feuillus ou de conifères de la zone néarctique (notamment l'Épinette d'Engelmann).

## Aspect
D'une longueur de 13 à 15 cm, il se caractérise par un bec mince et recourbé, une tête et un dos brun tacheté, des sourcils blancs, un ventre blanc et une queue raide sur laquelle il s'appuie.

## Comportement
Monte ou descend en tournant en spirale autour du tronc. Il est toutefois difficile à observer se confondant avec l'écorce de l'arbre.
Chant : Sii-ti-oui tou-oui ou si-si-si-sisi-si faible et aigu.

## Reproduction
La femelle pond de 5 à 6 œufs tachetés dans un nid situé entre l'écorce et le bois d'un chicot. La couvaison effectuée par la femelle est de 14 à 17 jours.

## Sous-espèces
Selon la classification de référence du Congrès ornithologique international (14.2, 2024) il se répartit en 13 sous-espèces :
- Certhia americana alascensis J.D. Webster 1986 — centre-sud de l'Alaska ;
- Certhia americana occidentalis Ridgway 1882 — sud-est de l'Alaska, ouest du Canada et des États-Unis ;
- Certhia americana stewarti Webster,JD 1986 — Haïda Gwaïi ;
- Certhia americana zelotes Osgood 1901 — chaînes côtières du Pacifique, chaîne des Cascades et Sierra Nevada (États-Unis) ;
- Certhia americana phillipsi Unitt & Rea, 1997 — centre de la Californie ;
- Certhia americana montana Ridgway, 1882 — montagnes Rocheuses septentrionales ;
- Certhia americana leucosticta Van Rossem, 1931 — montagnes Rocheuses méridionales ;
- Certhia americana americana Bonaparte 1838 — des Grands Lacs à l'île du Cap-Breton ;
- Certhia americana nigrescens Burleigh 1935 — monts Great Smoky ;
- Certhia americana albescens Berlepsch 1888 — nord de la Sierra Madre occidentale ;
- Certhia americana alticola G.S. Miller, 1895 — Sierra Madre occidentale, orientale, del Sur et cordillère Néovolcanique ;
- Certhia americana pernigra Griscom, 1935 — Sierra Madre de Chiapas ;
- Certhia americana extima W. Miller & Griscom 1925 — Sierra d'Amerrisque.